# Mette Helena Rasmussen
Mette Helena Rasmussen (født 17. oktober 1981 i Kristrup, Randers, i et kollektiv)[kilde mangler] er indretningsekspert og meddommer i TV 2-programmet Nybyggerne.
Hun driver Retro Villa, og medvirker også lejlighedsvis på Go' Morgen Danmark på TV2 med tips og ideer til indretning af hjemmet.[kilde mangler]
Mette Helena har tidligere medvirket som tingfinder i TV 2-programmet Loppe Deluxe. Hun medvirkede også i DR1-programmet Nyt hjem uden vold, hvor hun hjalp kvinder med at komme videre efter samme oplevelser.

## Privatliv
Mette Helena Rasmussen har selv oplevet vold i hjemmet – en påstand, der dog tilbagevises af hendes eks. Hun boede i 16 måneder på krisecenteret Dannerhuset, som hun siden har indledt et samarbejde med.
Hun er uddannet Master in Fine Arts fra Det Kgl. Danske Kunstakademis Billedkunstskoler.[kilde mangler]